# Amblysellus excavus
Amblysellus excavus är en insektsart som beskrevs av Delong och Hamilton 1974. Amblysellus excavus ingår i släktet Amblysellus och familjen dvärgstritar. Inga underarter finns listade i Catalogue of Life.